# Niquinohomo
Niquinohomo är en kommun (municipio) i Nicaragua med 16 218 invånare (2012). Den ligger i den sydvästra delen av landet i departementet Masaya. Nicaraguas nationalhjälte, Augusto Sandino, föddes i Niquinohomo och hans faders hus är nu ett museum.

## Geografi
Niquinohomo gränsar till kommunerna Masaya i norr, Catarina, San Juan de Oriente och Diriá i öster, La Paz de Carazo i söder samt Masatepe och Nandasmo i väster.

## Historia
Niquinohomo var ett av många indiansamhällen som redan existerade vid tiden för spanjorernas erövring av Nicaragua, och den är listad i landets första taxeringslängd från 1548.
Niquinohomo överfördes 1894 från departementet Granada till departementet Masaya. Kommunen upphöjds 1962 från rangen av villa till ciudad (stad).

## Religion

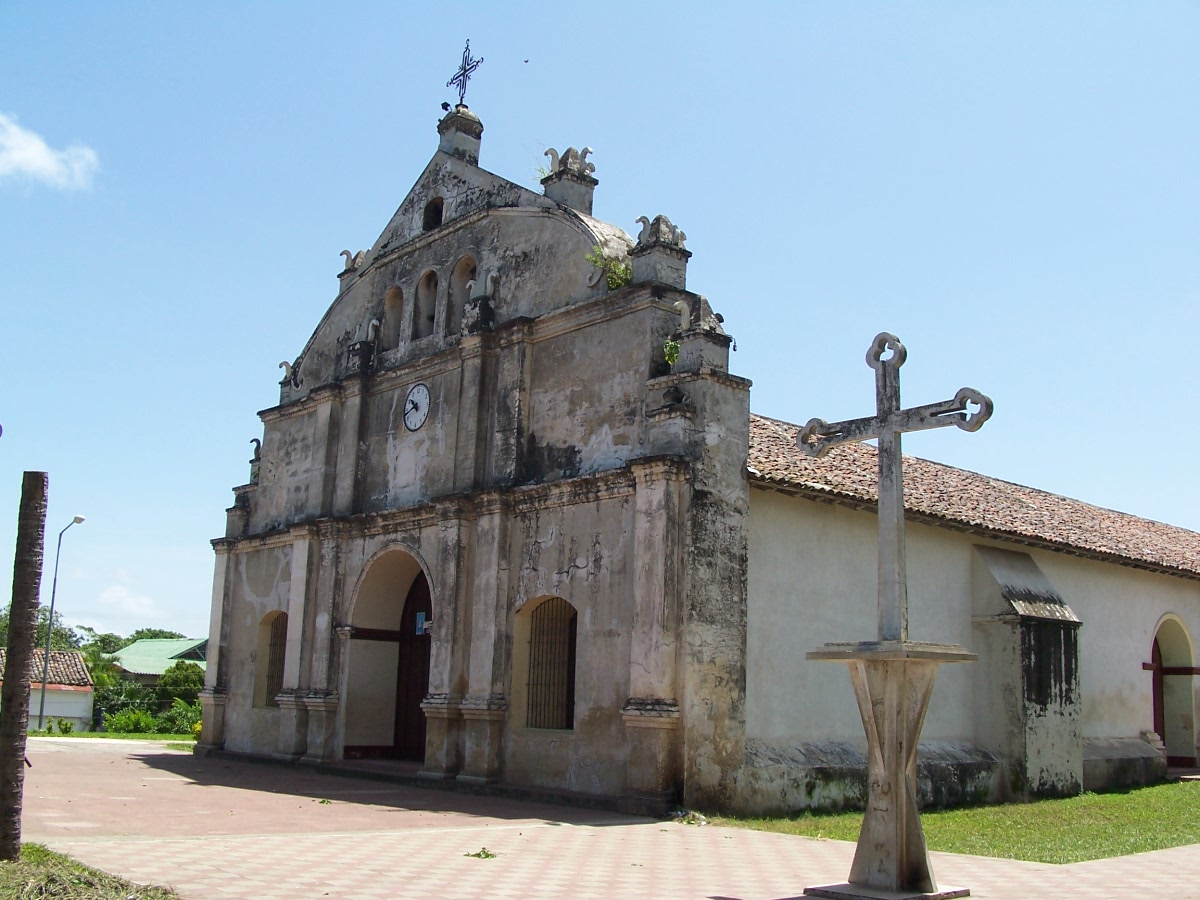
Santa Ana kyrkan

Kyrkan i Niquinohomo, bygd på 1600-talet, är helgad åt Sankta Anna. Kyrkans anses ha en av de finaste altartavlorna i Nicaragua. Kommunen firar sina festdagar den 25-26 juli till minne av Sankta Anna.

## Kända personer
- Augusto César Sandino (1895-1934), revolutionär och nationalhjälte